# Oposição bareinita
Oposição barenita refere-se a grupos políticos que se opõem ao governo ou ao regime de Al Khalifa. Atualmente, a oposição do Barém pode ser dividida em partidos políticos oficialmente registados, que exigem reformas no sistema político atual, e os grupos de oposição não autorizados que visam a remoção do regime de Al Khalifa. A maior parte da oposição é composta pela população xiita do Barém.
Desde a revolta, todos os partidos da oposição tem boicotado as eleições parlamentares e continuaram um movimento de protesto de rua para exigir reformas.